# Crescent (Oklahoma)
Pour les articles homonymes, voir Crescent.
Crescent est une ville américaine située dans le comté de Logan, dans l’État de l’Oklahoma. Lors du recensement de 2000, elle comptait 1 281 habitants.

## Personnalités liées à la ville
Chelsea Manning est né à Crescent en 1987.

## Source
- (en) Cet article est partiellement ou en totalité issu de l’article de Wikipédia en anglais intitulé « Crescent, Oklahoma » (voir la liste des auteurs).